# جواو فرناندو سانتوس
جواو فرناندو سانتوس (بالبرتغالية: João Santos‏) هو مجدف برتغالي، ولد في 24 يوليو 1964.

## وصلات خارجية
- جواو فرناندو سانتوس على موقع الاتحاد الدولي للتجديف (الإنجليزية)
- جواو فرناندو سانتوس على موقع اللجنة الأولمبية الدولية (الإنجليزية)
- جواو فرناندو سانتوس على موقع أوليمبيديا (الإنجليزية)